# Максиміліан Від-Нойвід
Князь Александер Філіпп Максиміліан цу Від-Нойвід (нім. Alexander Philipp Maximilian zu Wied-Neuwied; 23 вересня 1782 — 3 лютого 1867) — німецький дослідник, етнолог і натураліст. Він очолив дослідницьку експедицію на південний схід Бразилії у 1815—1817 років. Підсумки експедиції опубліковані у книзі Reise nach Brasilien, в якій вперше описано справжні образи бразильських індіанців. Книгу було перекладено кількома мовами і визнано одним із найбільших внесків у знання Бразилії на початку дев'ятнадцятого століття. У 1832 році він разом із швейцарським художником Карлом Бодмером вирушив в експедицію до Сполучених Штатів.
Князь Максиміліан зібрав багато етнографічних зразків, а також багато зразків флори і фауни, які зберігаються в музейних колекціях, зокрема в Лінденмузеї, Штутгарт . На честь нього був названий рід орхідей Neuwiedia. Також князь Максиміліан відзначений науковими назвами восьми видів плазунів: Hydromedusa maximiliani, Micrablepharis maximiliani, Bothrops neuwiedi, Polemon neuwiedi, Pseudoboa neuwiedi, Sibynomorphus neuwiedi, Xenodon neuwiedii та Ramphotyphlops wiedii.

## Біографія
Максиміліан народився в Нойвіді, онук правлячого графа (після 1784 року князя) Йоганна Фрідріха Александра Від-Нойвіда. Він дружив з Йоганом Фрідріхом Блуменбахом, великим порівняльним антропологом, під керівництвом якого він вивчав біологічні науки, та Александером фон Гумбольдтом, який був наставником Максиміліана. Він вступив до прусської армії в 1800 році під час наполеонівських воєн, піднявшись до звання майора.
Від очолив експедицію на південний схід Бразилії з 1815 по 1817 рік. У 1816 році він відкрив плем'я ботокудів. Через війну між різними племенами країни він був змушений відмовитися від свого початкового маршруту. На північ від річки Бельмонте він пробрався крізь ліс і після багатьох труднощів прибув у провінцію Мінас-Жерайс. Слабке здоров'я змусило його відмовитися від експедиції. Він був затриманий за безпідставними підозрами на чотири дні і позбавлений значної частини своєї колекції комах та рослин. Після цього він вирішив залишити країну і 10 травня 1817 року вирушив до Німеччини. Після повернення він написав «Reise nach Brasilien» (1820–21) та «Beiträge zur Naturgeschichte von Brasilien» (1825–33).
У 1832 році він вирушив у регіон Великих рівнин у США у супроводі швейцарського художника Карла Бодмера, мандруючи по річці Міссурі. Після повернення написав «Reise in das Innere Nord-Amerikas» (1840). Під час своїх подорожей він описував культуру багатьох корінних американських племен, з якими він зустрічався, зокрема манданів та гідатса, які жили в осілих поселеннях на берегах Міссурі, а також таких кочових народів, як сіу, ассінібойни, рівнинні крі, гровантри і чорноногі.
У 1845 році Максиміліан був обраний членом Американського філософського товариства.